# تشارلز لونش (صحفي)
تشارلز لونش (بالإنجليزية: Charles Lynch)‏ هو صحفي أمريكي، ولد في 3 ديسمبر 1919 في كامبريدج في الولايات المتحدة، وتوفي في 21 يوليو 1994 في أوتاوا في كندا.